# Vavřinec Procházka
Vavřinec Procházka (1660, Volduchy u Rokycan – 9. září 1689, Praha) byl český žhář, přezdívaný „Ohnivý Vavřinec“. Stal se dodnes nepřekonaným českým teroristou, kterému jsou připisovány žhářské útoky na Prahu roku 1689, známé jako Francouzský požár Prahy.

## Biografie
Narodil se roku 1660 v obci Volduchy nedaleko Rokycan. Byl údajně sirotek, do svých sedmi let žil u svého strýce. Později pobýval v obci Osek a poté se odstěhoval do obce Březnice, kde se oženil, měl 3 děti a pracoval zde jako obecní pasák prasat. Zřejmě kvůli pocitu, že je nepotřebný, začal hledat zapomnění v alkoholu. Na jaře roku 1688 opustil ženu a své děti a nechal se naverbovat do armády. Narukoval do Kaiserštejnského pěšího pluku, se kterým ale ihned padl do francouzského zajetí. V zajetí dostal nabídku, aby se stal žhářem ve francouzských službách. Francie totiž chtěla pomocí útoků žhářů vyvolat na území nefrancouzských zemí vyvolat zmatek, strach a nejistotu. Vstoupil tedy do skupiny složené z Čechů a Němců, ve které byl vycvičen a připraven na žhářské útoky.
Počátkem června roku 1689 společně se svými společníky dorazil do Prahy, kde o tři týdny později způsobili ohromné škody. Do útoku pobýval v domě U tří prstenů, kde se mimo jiné připravovaly zápalné granáty a jiné třaskaviny. Dne 21. června roku 1689 čekal v hospodě U černého orla na pokyn k zahájení útoku. Po zahájení žhářského útoku si připadal, podle své výpovědi, jako v transu, jako pán nad Prahou. Několik útočníků toho dne způsobilo ohromné škody, oběti se počítaly na stovky, mimo jiné shořelo 820 domů a několik kostelů.
Ve žhářství pokračoval i v dalších českých městech. Byl chycen v Krči u Protivína hlídkujícími sedláky a zmlácen. Přiznal, že je ohnivý hejtman Vavřinec. Později byl přemístěn do Prahy, kde koncem července nebo začátkem srpna roku 1689 byl převezen popravčí károu na místo, kde stál dům U černého orla, kde mimo jiné i započal svůj žhářský útok. Zde mu byli odtrhány prsty levé ruky, později byl eskortován Hybernskou ulicí na popraviště za Horskou bránou, kde už čekalo dalších 18 žhářů. Všichni byli odsouzeni k trestu smrti tzv. dvojí smrtí, nejprve smyčkou kolem krku skoro udušeni, poté upáleni. Stalo se tak 9. září 1689.

## Vavřinec Procházka v literatuře
Vavřinec Procházka se objevil v povídce Václava Beneše Třebízského Mezi proradci, otištěné na pokračování v časopise Ruch.
Píše o něm i Otomar Dvořák v románu Hořící lilie, vydaném v roce 2007.